# استاروسمنکینو
استاروسمنکینو (به لاتین: Starosemenkino) یک منطقهٔ مسکونی در روسیه است که در باشقیرستان واقع شده‌است.